# Leska Károly
Leska Károly szlovákul: Karol Leška (Dojcs, 1792. április 2. – Csorna, 1857. december 1.) a csornai premontrei kanonokrend perjele.

## Élete
Polgári szülők gyermekeként született. 1817-től tagja volt a premontrei rendnek, mint gimnáziumi tanár, növendékek mestere, könyvtárnok és házfőnök működött.

## Találmánya
1845-ben egy gépet talált fel, mely a nap-, föld- és holdnak egymáshoz való kölcsönös viszonyait, valamint saját és egymás körüli forgásukat a legnagyobb pontossággal mutatja meg. A napóra is látszik ezen a földtekén, pontosan mutatja a hónapokat és napokat, mutatja az órákat, külön a nappali és külön az éjjelieket. Ezenfelül megmutatja a változó ünnepeket, továbbá a farsang hosszát, az egyházi számlálásokat, úgy mint: az aranyszámot, nap ciklusát, hold kulcsát, római adószámot és a martirológiumi betűt. E gép egy év leforgása alatt csak négyszer húzandó fel és egyszerű inga tartja folytonos mozgásban. A feltaláló azon óhajtását fejezte ki, hogy ezen naprendszergép a Magyar Nemzeti Múzeumnak ajándékoztassék. (Itt azonban efelől nem tudtak semmit.)

## Művei
- Carmen ... dni Joannis Bapt. Stankovich ... episcopi Jaurinensis ... dum solenni cum pompa Jaurini inauguraretur anno 1838. Ginsii.
- Carmen solennitatibus occasione basilicae Strigoniensis per emin. et excels, dnum Joann. Bapt. Scitovsyk ... de Nagy-Kér archi-dioecesis Strigoniensis archiepiscopum ... ritu solenissimo pridie Kal. Septembris 1856. peracta habitis a praepositura Csornensi canonicorum regularium praemonstratensium dictatum. Sabariae.